# Lyngby Boldklub sæson 2018-19
Lyngby Boldklub sæson 2018-19 er Lyngby Boldklubs 15. sæson i den næstbedste danske fodboldrække 1. division, og den 97. som fodboldklub. Udover 1. division deltog klubben i DBU Pokalen. Foruden at have et hold i 1. division har Lyngby Boldklub yderligere senior hold i Reserveligaen, Sjælland Serie 2 og Sjælland Serie 4.
Før sæsonen blev cheftræner Thomas Nørgaard fyret.
Mark Strudal er ny cheftræner i Lyngby Boldklub.
I vinterpausen blev Mark Strudal fyret, Christian Nielsen blev ny cheftræner.

## Klub

### Førsteholdets trænerstab
| Jobbeskrivelse  | Navn              |
| --------------- | ----------------- |
| Cheftræner      | Christian Nielsen |
| Assistenttræner | Mikkel Beckmann   |
| Fysisk træner   | Thomas Kjærbye    |
| Analysetræner   | Jonathan Hartmann |
| Målmandstræner  | Thomas Villadsen  |

Sidst opdateret: 21. juni 2018.
Kilde: "Trænerstab". lyngby-boldklub.dk. Arkiveret fra originalen 21. juni 2017. Hentet 21. juni 2018.

### Klubadministration
| Jobbeskrivelse | Navn |
| -------------- | ---- |

Sidst opdateret: 6. juni 2017.
Kilde: "Administration". lyngby-boldklub.dk. Arkiveret fra originalen 1. juni 2017. Hentet 21. juni 2017.

### Sponsor
Entreprenørvirksomheden Jönsson.

## Spillere

### Førstehold
Oversigten er opdateret til og med 22. april 2019
| Nr. | Land    | Position | Spiller                  |
| --- | ------- | -------- | ------------------------ |
| 1   | Danmark | MM       | Oskar Snorre             |
| 2   | Danmark | FO       | Marcus Backmann          |
| 3   | Danmark | FO       | Lasse Nielsen            |
| 5   | Danmark | MI       | Martin Ørnskov (Anfører) |
| 7   | Danmark | MI       | Jesper Christjansen      |
| 8   | Danmark | MI       | Gustav Ølsted Marcussen  |
| 9   | Danmark | MI       | Lasse Fosgaard           |
| 10  | Danmark | AN       | Rezan Corlu              |
| 11  | Danmark | AN       | Jeppe Kjær               |
| 13  | Danmark | AN       | Danni König              |
| 14  | Danmark | FO       | Nicolai Geertsen         |
| 15  | Danmark | MI       | Emilio Simonsen          |

| Nr. | Land    | Position | Spiller            |
| --- | ------- | -------- | ------------------ |
| 17  | Danmark | MI       | Adam Sørensen      |
| 18  | Danmark | FO       | Kevin Tshiembe     |
| 19  | Danmark | AN       | Daniel Stückler    |
| 20  | Danmark | FO       | Nicklas Mouritsen  |
| 21  | Danmark | AN       | Kristian Lindberg  |
| 22  | Danmark | MI       | Magnus Westergaard |
| 23  | Danmark | AN       | Mads Carlson       |
| 24  | Danmark | FO       | Gustav Harlev      |
| 25  | Danmark | AN       | Adnan Mohammad     |
| 25  | Danmark | MI       | Frederik Gytkjær   |
| 31  | Danmark | MM       | Thomas Mikkelsen   |
| 32  | Danmark | FO       | Frederik Winther   |

#### Ind
| No. | Pos | Spiller             | Skiftet fra      | Type         | Dato              | Beløb | Kilde  |
| --- | --- | ------------------- | ---------------- | ------------ | ----------------- | ----- | ------ |
|     | AN  | Kristian Lindberg   | Roskilde FC      | Fri Transfer | 3. juli 2018      |       | [ 6 ]  |
|     | AN  | Rezan Corlu         | AS Roma          | Leje         | 5. juli 2018      |       | [ 7 ]  |
|     | FO  | Nicolai Geertsen    | Hillerød Fodbold | Fri Transfer | 6. juli 2018      |       | [ 8 ]  |
|     | AN  | Daniel Stückler     | FC Helsingør     | Fri Transfer | 9. juli 2018      |       | [ 9 ]  |
|     | FO  | Nicklas Mouritsen   | Roskilde FC      | Fri Transfer | 11. juli 2018     |       | [ 10 ] |
|     | AN  | Nicki Bille Nielsen | Panionios F.C.   | Fri Transfer | 27. juli 2018     |       | [ 11 ] |
|     | MI  | Lasse Petry         | FC Nordsjælland  | Fri Transfer | 18. august 2018   |       | [ 12 ] |
|     | MM  | Thomas Mikkelsen    | OB               | Leje         | 1. september 2018 |       | [ 13 ] |
|     | AN  | Adnan Mohammad      | FC Helsingør     | Transfer     | 5. september 2018 |       | [ 14 ] |
|     | MI  | Frederik Gytkjær    | FK Haugesund     | Fri transfer | 16. januar 2019   |       | [ 15 ] |
|     | FO  | Lasse Nielsen       | Trelleborgs FF   |              | 30. januar 2019   |       | [ 16 ] |
|     | AN  | Danni König         | FC Cincinnati    |              | 31. januar 2019   |       | [ 17 ] |
|     | AN  | Gustav Harlev       | Allerød FK       |              | 1. februar 2019   |       | [ 18 ] |

Sidst opdateret: 1. februar 2019
Kilde: "Lyngby Boldklub". lyngby-boldklub.dk. Hentet 5. september 2018. 

#### Ud
| No. | Pos | Spiller                | Skiftet til    | Type              | Dato             | Beløb | Kilde |
| --- | --- | ---------------------- | -------------- | ----------------- | ---------------- | ----- | ----- |
| 12  | AN  | Mayron George          | FC Midtjylland | Transfer          | 23. marts 2018   |       |       |
| 24  | FO  | Thomas Sørensen        | Hvidovre IF    | Fri Transfer      | 29. juni 2018    |       |       |
| 20  | FO  | Jeppe Brandrup         |                | Kontraktudløb     | 3. juli 2018     |       |       |
| 4   | FO  | Mathias Tauber         |                | Kontraktudløb     | 24. juli 2018    |       |       |
| 90  | MI  | Mohammed Saeid         | IK Sirius      | Fri Transfer      | 3. august 2018   |       |       |
| 8   | MI  | Herolind Shala         | IK Start       | Transfer          | 4. august 2018   |       |       |
| 1   | MM  | Mikkel Andersen        | FC Midtjylland | Transfer          | 16. august 2018  |       |       |
| 27  | AN  | Kim Ojo                |                | Kontraktudløb     | 31. august 2018  |       |       |
|     | AN  | Nicki Bille Nielsen    |                | Kontraktophævelse | 26. oktober 2018 |       |       |
|     | MI  | Lasse Petry            | Valur          | Fri Transfer      | 7. januar 2019   |       |       |
|     | MI  | Mathias Hebo Rasmussen | Vejle Boldklub | Transfer          | 9. januar 2019   |       |       |
|     | FO  | Oliver Lund Jensen     | OB             | Transfer          | 25. januar 2019  |       |       |

Sidst opdateret: 9. januar 2019
Kilde: "Lyngby Boldklub". lyngby-boldklub.dk. Hentet 27. oktober 2018. 

## Turneringer

### 1. division
| Pos | Hold          | K  | V  | U  | T  | M+ | M- | MF  | P  | Oprykning eller nedrykning |
| --- | ------------- | -- | -- | -- | -- | -- | -- | --- | -- | -------------------------- |
| 1   | Silkeborg     | 33 | 18 | 7  | 8  | 60 | 41 | +19 | 61 | Oprykning til Superligaen  |
| 2   | Viborg        | 33 | 17 | 9  | 7  | 61 | 37 | +24 | 60 | Oprykningsplayoff          |
| 3   | Lyngby        | 33 | 15 | 7  | 11 | 51 | 47 | +4  | 52 | Oprykningsplayoff          |
| 4   | Næstved       | 33 | 13 | 11 | 9  | 43 | 40 | +3  | 50 |                            |
| 5   | Fremad Amager | 33 | 13 | 11 | 9  | 42 | 45 | −3  | 50 |                            |

#### Resultatoverblik
| Samlet | Samlet | Samlet | Samlet | Samlet | Samlet | Samlet | Samlet | Hjemme | Hjemme | Hjemme | Hjemme | Hjemme | Hjemme | Ude | Ude | Ude | Ude | Ude | Ude |
| K      | V      | U      | T      | MF     | MI     | MD     | P      | V      | U      | T      | MF     | MI     | MD     | V   | U   | T   | MF  | MI  | MD  |
| ------ | ------ | ------ | ------ | ------ | ------ | ------ | ------ | ------ | ------ | ------ | ------ | ------ | ------ | --- | --- | --- | --- | --- | --- |
| 16     | 5      | 5      | 6      | 20     | 26     | −6     | 20     | 2      | 4      | 2      | 10     | 13     | −3     | 3   | 1   | 4   | 10  | 13  | −3  |

Sidst opdateret: 4. november 2018
Kilde:lyngby-boldklub.dk

#### Resultater efter hver runder
| Runde    | 1 | 2 | 3 | 4 | 5 | 6 | 7 | 8 | 9 | 10 | 11 | 12 | 13 | 14 | 15 | 16 | 17 | 18 | 19 | 20 | 21 | 22 | 23 | 24 | 25 | 26 | 27 | 28 | 29 | 30 | 31 | 32 | 33 | 34 | 35 |
| -------- | - | - | - | - | - | - | - | - | - | -- | -- | -- | -- | -- | -- | -- | -- | -- | -- | -- | -- | -- | -- | -- | -- | -- | -- | -- | -- | -- | -- | -- | -- | -- | -- |
| Stadion  | H | H | U | U | H | U | H | U | H | U  | H  | U  | H  | U  | H  | U  | H  | U  | H  | U  | H  | U  | H  | H  | U  | H  | H  | U  | H  | U  | U  | H  | U  | H  | U  |
| Resultat | U | V | U | N | V | N | N | V | N | N  | U  | V  | U  | N  | U  | V  | N  | N  | V  | V  | V  | U  | V  | N  | V  | V  | V  | T  | U  | T  | V  | V  | V  | V  | U  |

Sidst opdateret: 2. juni 2019.
Kilde: 1. division 2018-19 (fodbold)

Stadion: U = Udebane; H = Hjemmebane. 
Resultat: U = Uafgjort; N = Nederlag; V - Vundet; Ud = Udsat.

#### Kampe
Lyngby BK's kampe i sæsonen 2018-19.
      Sejr       Uafgjort       Nederlag
| 29. juli 2018 1. Runde | Lyngby BK                                               | 1 - 1   | Hvidovre IF                                                                | Kongens Lyngby                                                     |
| 13:45                  | Marcussen 18' · Tshiembe 34' · Shala 66' · Fosgaard 69' | Rapport | 19' Schmidt · 20' Andreasen · 22' (sm.) Lund · 70' Hansen · 90+1' Andersen | Stadion: Lyngby stadion Tilskuere: 1.993 Dommer: Jakob A. Sundberg |

| 5. august 2018 2. Runde | Lyngby BK                                                                 | 1 - 0   | Silkeborg IF          | Kongens Lyngby                                                     |
| 13:45                   | Hebo Rasmussen 15' · Kjær 11' · Ørnskov 59' · Fosgaard 61' · Andersen 89' | Rapport | 6' Møller Skhirtladze | Stadion: Lyngby stadion Tilskuere: 1.525 Dommer: Benjamin Svedborg |

| 12. august 2018 3. Runde | Fremad Amager                                                      | 2 - 2   | Lyngby BK                                                           | København                                                      |
| 13:45                    | Ohlander 37' · Iyede 69' · Cavnic 84' · Vatnsdal 84' · Engel 90+2' | Rapport | 34' Fosgaard · 64' Corlu · 64' Lindberg · 66' (str.) Hebo Rasmussen | Stadion: Sundby Idrætspark Tilskuere: 1.336 Dommer: Aydin Uslu |

| 19. august 2018 4. Runde | Thisted FC                                        | 4 - 0   | Lyngby BK | Thisted                                                                        |
| 13:45                    | Tukiainen 8', 26', 64' 88' · Rask 75' · Olsen 85' | Rapport |           | Stadion: Sparekassen Thy Arena Tilskuere: 517 Dommer: Patrick Remon Gammelholm |

| 22. august 2018 5. Runde | Lyngby BK                                                                      | 4 - 1   | Nykøbing FC             | Kongens Lyngby                                                     |
| 18:30                    | Kjær 8' · Hebo Rasmussen 27' · Corlu 43' · Kjeldsen 77' (sm.) · Fosgaard 90+4' | Rapport | 38' Wagner · 41' Jensen | Stadion: Lyngby stadion Tilskuere: 1.420 Dommer: Sebastian Aagerup |

| 26. august 2018 6. Runde | FC Helsingør                                        | 2 - 1   | Lyngby BK                               | Helsingør                                                             |
| 13:45                    | Jørgensen 34' · Olsen 74' · Holst 84' · Fisch 90+4' | Rapport | 29' Corlu · 24' Geertsen · 83' Sørensen | Stadion: Helsingør Stadion Tilskuere: 1.186 Dommer: Jakob A. Sundberg |

| 1. september 2018 7. Runde | Lyngby BK | 0 - 5   | Viborg FF                                                                            | Kongens Lyngby                                                  |
| 13:30                      |           | Rapport | 45', 51' 54' Knudsen · 47' (sm.) Mouritsen · 79' Scheel · 87' Nielsen · 90' Guldsmed | Stadion: Lyngby Stadion Tilskuere: 1.249 Dommer: Jesper Nielsen |

| 9. september 2018 8. Runde | FC Roskilde                                                    | 1 - 4   | Lyngby BK                                         | Roskilde                                                           |
| 13:45                      | Nielsen 36' · Halse 43' · Nielsen 62' (str.) · Christensen 85' | Rapport | 25' Lindberg · 33', 52' Kjær · 48' Hebo Rasmussen | Stadion: Roskilde Idrætspark Tilskuere: 1.221 Dommer: Jonas Hansen |

| 16. september 2018 9. Runde | Lyngby BK                                                        | 1 - 3   | Næstved Boldklub | Kongens Lyngby                                                 |
| 13:45                       | Christjansen 32' · Ørnskov 60' · Bille 86' (str.) · Tshiembe 32' | Rapport | 4' Christoffer Boateng · 43' Jesper Overgaard Christiansen · 57' Finnur Justinussen · 67' Nikolaj Steen Hansen · 89' Mads Eiberg Vendelbo Olsen · 90' Tobias Christensen | Stadion: Lyngby stadion Tilskuere: 1.462 Dommer: Kasper Madsen |

| 23. september 2018 10. Runde | FC Fredericia                                                                      | 2 - 0   | Lyngby BK | Fredericia                                              |
| 13:45                        | Martin Ørnskov 68' (sm.) · Dennis Høegh 71' · Victor Torp 85' · Michael Baidoo 90' | Rapport |           | Stadion: Monjasa Park Tilskuere: 789 Dommer: Aydin Uslu |

| 30. september 2018 11. Runde | Lyngby BK                                                                                        | 2 - 2   | HB Køge                                              | Kongens Lyngby                                                          |
| 14:45                        | Tshiembe 14' · Christjansen 33' 54' · Hebo Rasmussen 48' 87' · Bille Nielsen 81' 85' · Petry 90' | Rapport | 19' Haüser · 23' Jordan · 38' Jensen · 80' Johansson | Stadion: Lyngby stadion Tilskuere: 1.247 Dommer: Benjamin Helm Svedborg |

| 7. oktober 2018 12. Runde | Silkeborg IF         | 1 - 2   | Lyngby BK                              | Silkeborg                                                          |
| 13:45                     | Stephan Petersen 38' | Rapport | 52' Lasse Petry · 90' Nicolai Geertsen | Stadion: JYSK Park Tilskuere: 2.515 Dommer: Benjamin Helm Svedborg |

| 21. oktober 2018 14. Runde | Næstved Boldklub                                     | 1 - 0   | Lyngby BK   | Næstved                                                         |
| 13:45                      | Therkildsen 10' · Christiansen 73' · Justinussen 80' | Rapport | 89' Ørnskov | Stadion: ProfaGroupPark Tilskuere: 1.334 Dommer: Jesper Nielsen |

| 24. oktober 2018 13. Runde | Lyngby BK                   | 0 - 0   | Fremad Amager                   | Kongens Lyngby                                                   |
| 18:00                      | Tshiembe 60' Hebo Rasmussen | Rapport | 44' Atchou 75' Stanic 84' Okoko | Stadion: Lyngby stadion Tilskuere: 996 Dommer: Jakob A. Sundberg |

| 28. oktober 2018 15. Runde | Lyngby BK                             | 1 - 1   | FC Helsingør                           | Kongens Lyngby                                                             |
| 13:45                      | Lindberg 41' 86' · Hebo Rasmussen 86' | Rapport | 34' Holst · 86' Henriksen · 86' Køhler | Stadion: Lyngby stadion Tilskuere: 1.054 Dommer: Patrick Stenzel Rasmussen |

| 4. november 2018 16. Runde | Viborg FF          | 0 - 1   | Lyngby BK          | Viborg                                                               |
| 13:45                      | Andreas Albers 15' | Rapport | 75' Hebo Rasmussen | Stadion: Energi Viborg Arena Tilskuere: 2.118 Dommer: Chris Johansen |

| 11. november 2018 17. Runde | Lyngby BK                                                                             | 1 - 3   | FC Fredericia                                                            | Kongens Lyngby                                                |
| 13:45                       | Lindberg 9' · Mohammad 18' · Hebo Rasmussen 22' · Mouritsen 45' · Ørnskov 86' · Petry | Rapport | 13' 75' Høegh · 22' Ege Nielsen · 33' Torp · 46' 77' Oggesen · 86' James | Stadion: Lyngby stadion Tilskuere: 1.105 Dommer: Jonas Hansen |

| 18. november 2018 18. Runde | HB Køge                                                                    | 3 - 0   | Lyngby BK                 | Herfølge                                                     |
| 13.45                       | Jensen 51' · ohansson 67' 68' · Koch Helsted 73' · Jordan 76' · Haüser 82' | Rapport | 6' Lindberg 20' Mouritsen | Stadion: Castus Park Tilskuere: 1.133 Dommer: Jesper Nielsen |

| 25. november 2018 19. Runde | Lyngby BK                                     | 4 - 0   | FC Roskilde | Kongens Lyngby                                    |
| 13:45                       | Marcussen 53' · Mohammad 65' · Corlu 74', 78' | Rapport |             | Stadion: Lyngby stadion Dommer: Jakob A. Sundberg |

| 3. marts 2019 20. Runde | Hvidovre IF | 0 - 1   | Lyngby BK | Hvidovre                                                       |
| 13:45                   | Agger       | Rapport | 39' Kjær  | Stadion: Kæmpernes Arena Tilskuere: 1.431 Dommer: Jonas Hansen |

| 10. marts 2019 21. Runde | Lyngby BK                         | 3 - 1   | Thisted FC            | Kongens Lyngby                                                     |
| 13:45                    | - Nielsen 24' - Backmann 41', 75' | Rapport | - Pedersen 49' (Str.) | Stadion: Lyngby stadion Tilskuere: 1.181 Dommer: Jakob A. Sundberg |

| 17. marts 2019 22. Runde | Nykøbing FC | 1 - 1   | Lyngby BK               | Nykøbing Falster                                         |
| 13:45                    | - Gehrt 6'  | Rapport | - 10' Ørnskov - Gytkjær | Stadion: CM Arena Tilskuere: 1.010 Dommer: Kasper Madsen |

| 20. marts 2019 23. Runde | Lyngby BK              | 2 - 0   | Silkeborg IF | Kongens Lyngby                                                     |
| 19:00                    | - 45' König - 80' Kjær | Rapport |              | Stadion: Lyngby stadion Tilskuere: 1.242 Dommer: Sebastian Aagerup |

| 31. marts 2019 24. Runde | Lyngby BK                                      | 1 - 4   | Viborg FF                                                                                           | Kongens Lyngby                                                  |
| 13:45                    | - Corlu 12' - Mouritsen 63' - Christjansen 85' | Rapport | - 38' Brandhof - 48' Røjkjær - 54', 65' Agger - 63' Albers - 72' Røjkjær - 88' Albers - 90' Mourier | Stadion: Lyngby Stadion Tilskuere: 1.762 Dommer: Jesper Nielsen |

| 7. april 2019 25. Runde | FC Fredericia                               | 0 - 3   | Lyngby BK                               | Fredericia                                                       |
| 13:45                   | - Oggesen 42' - Nattestad 61' - Nielsen 88' | Rapport | - 26', 46', 68' Kjær - 32' Christjansen | Stadion: Monjasa Park Tilskuere: 1.006 Dommer: Jakob A. Sundberg |

| 14. april 2019 26. Runde | Lyngby BK                                   | 1 - 0   | Hvidovre IF                                          | Kongens Lyngby                                                          |
| 13:45                    | - Ørnskov 57' - Fosgaard 75' - Lindberg 90' | Rapport | - 22' Larsen - 48' Schmidt - 50' Hansen - 90' Hansen | Stadion: Lyngby stadion Tilskuere: 1.410 Dommer: Benjamin Helm Svedborg |

| 22. april 2019 27. Runde | Lyngby BK                                 | 3 - 0   | Nykøbing FC                                                               | Kongens Lyngby                                                |
| 13:45                    | - Westergaard 8' - Kjær 27' - Gytkjær 50' | Rapport | - 68' Christopher Mark Thorsheim - 71' Mathias Tauber - 80' Lars Pleidrup | Stadion: Lyngby stadion Tilskuere: 1.322 Dommer: Jonas Hansen |

| 28. april 2019 28. Runde | Thisted FC                    | 2 - 1   | Lyngby BK     | Thisted                                                          |
| 13:45                    | - Gorskie 75' - Tukiainen 90' | Rapport | - 86' Gytkjær | Stadion: Sparekassen Thy Arena Tilskuere: 525 Dommer: Aydin Uslu |

| 5. maj 2019 29. Runde | Lyngby BK   | 1 - 1   | HB Køge            | Kongens Lyngby                                                 |
| 13:45                 | - König 89' | Rapport | - 40' Koch Helsted | Stadion: Lyngby stadion Tilskuere: 2.218 Dommer: Kasper Madsen |

| 8. maj 2019 30. Runde | Fremad Amager                                    | 4 - 3   | Lyngby BK                              | København                                                             |
| 18.30                 | - Bay 33' - Ohlander 80' - Iyede 82' - Engel 90' | Rapport | - 4' Nielsen - 21' Mohammad - 30' Kjær | Stadion: Sundby Idrætspark Tilskuere: 1.680 Dommer: Sebastian Aagerup |

| 12. maj 2019 31. Runde | FC Roskilde  | 1 - 2   | Lyngby BK                 | Roskilde                                                             |
| 13:45                  | - Jessen 36' | Rapport | - 81' Gytkjær - 90' König | Stadion: Roskilde Idrætspark Tilskuere: 1.232 Dommer: Chris Johansen |

| 19. maj 2019 32. Runde | Lyngby BK                      | 2 - 0   | Næstved Boldklub | Kongens Lyngby                                                          |
| 13:45                  | - Christjansen 51' - König 80' | Rapport |                  | Stadion: Lyngby stadion Tilskuere: 2.527 Dommer: Benjamin Helm Svedborg |

| 25. maj 2019 33. Runde | FC Helsingør                | 1 - 2   | Lyngby BK           | Helsingør                                                             |
| 13:45                  | - Olsen 51' (str.) - Warner | Rapport | - 83', 90' Geertsen | Stadion: Helsingør Stadion Tilskuere: 3.089 Dommer: Jakob A. Sundberg |

| 30. maj 2019 34. Runde | Lyngby BK                             | 2 - 1   | Vendsyssel FF | Kongens Lyngby                                                |
| 16:00                  | - Gytkjær 9' - Fosgaard 30' - Gytkjær | Rapport | - 11' Kamara  | Stadion: Lyngby stadion Tilskuere: 4.832 Dommer: Morten Krogh |

| 2. juni 2019 35. Runde | Vendsyssel FF                           | 2 - 2 (3-4 agg.) | Lyngby BK                 | Hjørring                                                                         |
| 16:00                  | - Thorsteinsson 67' (str.) - Konaté 85' | Rapport          | - 11' Kjær - 52' Mohammad | Stadion: Hjørring Stadion Tilskuere: 3.204 Dommer: Mads-Kristoffer Kristoffersen |

### Træningskampe
Sejr       Uafgjort       Nederlag
| 22. juni | Lyngby BK                                             | 4 - 2   | Vejle Boldklub   | Kongens Lyngby          |
| 16:00    | - Marcussen 18' - Christjansen 67', 87' - Kornvig 83' | Rapport | - 27', 42' Sousa | Stadion: Lyngby stadion |

| 27. juni | FC København                    | 2 - 3 | Lyngby BK                                 | Frederiksberg                                                  |
| 13:00    | - Skov 30' (str.) - Kirkeby 37' |       | - 10' Marcussen - 45' Kjær - 85' Stückler | Stadion: Træningsanlægget Nummer 10 Dommer: Peter Munch Larsen |

| 30. juni | Trelleborgs FF  | 1 - 1   | Lyngby BK      | Trelleborg           |
| 15:00    | - Mouritsen 19' | Rapport | - 89' Sørensen | Stadion: Vångavallen |

| 14. juli | Lyngby BK   | 1 - 1   | FC Roskilde         | Kongens Lyngby          |
| 13:00    | - Corlu 80' | Rapport | - 62' (str.) Vallys | Stadion: Lyngby stadion |

| 21. juli | Lyngby BK                                                 | 4 - 1 | Landskrona BoIS | Kongens Lyngby          |
| 16:00    | - Lindberg 63' - Marcussen 67' - Tshiembe 79' - Shala 87' |       | - 30' Tkacz     | Stadion: Lyngby stadion |

| 25. januar | Lyngby BK     | 1 - 5   | Malmö FF                                                       | Kongens Lyngby                   |
| 13:00      | - Kornvig 90' | Rapport | - 4', 18' Molins - 50' Antonsson - 60' Strandberg - 100' Rieks | Stadion: Lyngby stadion, Kunst 3 |

| 1. februar | Halmstads BK | 0 - 4   | Lyngby BK                                                  | Halmstad, Sverige |
| 16:00      |              | Rapport | - Mohammad 10' - Marcussen 53' - Simonsen 77' - Harlev 83' |                   |

| 7. februar | TSV Hartberg     | 1 - 2   | Lyngby BK                | Tyrkiet |
| 15:00      | - 49' Rasswalder | Rapport | - 5' Corlu - 59' Carlson |         |

| 9. februar | Backa Backa Palanka | Aflyst  | Lyngby BK | Tyrkiet |
|            |                     | Rapport |           |         |

| 11. februar | Lyngby BK      | 1 - 1   | Shirak FC | Tyrkiet |
| 14:00       | - Simonsen 69' | Rapport | - 80'     |         |

| 16. februar | Hillerød Fodbold | 1 - 3   | Lyngby BK                                 | Helsinge                             |
| 13:00       | - Lindgaard 91'  | Rapport | - 26' Marcussen - 72' Geertsen - 88' Kjær | Stadion: Helsinge Stadion, kunstgræs |

| 24. februar | Lyngby BK          | 1 - 2   | HB Køge                            | Kongens Lyngby          |
| 13:00       | - Christjansen 88' | Rapport | - 28' Koch Helsted - 40' Johansson | Stadion: Lyngby stadion |

| 24. februar | Lyngby BK                                              | 4 - 3 | AB                | Kongens Lyngby          |
| 14:45       | - Stückler 19' - König 27' - Delvin 78' - Simonsen 83' |       | - 15' - 47' - 67' | Stadion: Lyngby stadion |

### Sydbank Pokalen
Sejr       Uafgjort       Nederlag
| 8. august 2018 1. runde | Nykøbing FC | 1 - 0   | Lyngby BK | Nakskov                                                               |
| 18:00                   | Bonde 111'  | Rapport |           | Stadion: OK+ stadion Tilskuere: 820 Dommer: Patrick Stenzel Rasmussen |

### Reserveligaen

#### Grundspil
Sejr       Uafgjort       Nederlag
| 30. juli 2018 2. runde | Lyngby BK (R)                         | 3 - 4 | SønderjyskE (R)                                       | Kongens Lyngby                                          |
| 14:00                  | Christjansen · Bodholdt-Larsen · Lumb |       | Frederiksen · Christiansen · Christiansen · Tchuameni | Stadion: Lyngby stadion Dommer: Sebastian Friis Aagerup |

| 27. august 2018 4. runde | Lyngby BK (R)             | 2 - 1   | Vejle Boldklub (R) | Kongens Lyngby                               |
| 13:00                    | Lindberg 2' · Kornvig 84' | Rapport | From 51'           | Stadion: Lyngby stadion Dommer: Jonas Hansen |

| 10. september 2018 1. runde | Lyngby BK (R)                                                                  | 6 - 1   | FC Helsingør (R) | Kongens Lyngby                                          |
| 13:00                       | Bille 12' · Stückler 25', 55' · Corlu 50' (str.) · Mohammad 65' · Carlsson 73' | Rapport | 70' Mortensen    | Stadion: Lyngby stadion Dommer: Sebastian Friis Aagerup |

| 2. oktober 2018 7. runde | Esbjerg fB (R)           | 2 - 4   | Lyngby BK (R)                            | Esbjerg                                         |
| 14:00                    | van der Vaart · Bækgaard | Rapport | Corlu · Kornvig · Stückler · Westergaard | Stadion: Esbjerg Idrætspark Dommer: Allan Staal |

| 8. oktober 2018 3. runde | Lyngby BK (R) | 0 - 1   | Esbjerg fB (R) | Kongens Lyngby                                 |
| 14:00                    |               | Rapport | Egelund        | Stadion: Lyngby stadion Dommer: Jesper Nielsen |

| 29. oktober 2018 10. runde | FC Helsingør (R) | 1 - 2   | Lyngby BK (R)   | Snekkersten                                                        |
| 13:00                      | 0' Mortensen     | Rapport | Stückler 0', 0' | Stadion: Snekkersten Idrætscenter Kunstgræs Dommer: Jesper Nielsen |

| 12. november 2018 8. runde | Vejle Boldklub (R) | 1 - 3   | Lyngby BK (R)                          | Vejle                                |
| 13:00                      | 56' Manneh         | Rapport | Stückler 3' · Corlu 19' · Sørensen 37' | Stadion: VB Parken Dommer: Nils Heer |

| 26. november 2018 9. runde | SønderjyskE (R) | 0 - 2 | Lyngby BK (R)     | Haderslev                                                        |
| 13:00                      |                 |       | Lindberg 22', 71' | Stadion: Banerne ved Haderslev Idrætscenter Dommer: Jonas Rossen |

#### Slutspil
| 4. marts 2019 8. runde | AGF (R) | 3 - 1   | Lyngby BK (R) | Aarhus                                                  |
| 14:00                  |         | Rapport |               | Stadion: AGF's anlæg, Fredensvang Dommer: Jacob Karlsen |

| 11. marts 2019 10. runde | Brøndby IF (R) | 2 - 1   | Lyngby BK (R) | Brøndby                                         |
| 14:00                    |                | Rapport |               | Stadion: Brøndby Stadion Dommer: Jesper Nielsen |

| 1. april 2019 1. runde | Lyngby BK (R) | 3 - 1   | Brøndby IF (R) | Kongens Lyngby                               |
| 14:00                  |               | Rapport |                | Stadion: Lyngby Stadion Dommer: Jonas Hansen |

| 22. april 2019 4. runde | Lyngby BK (R) | 3 - 3   | AGF (R) | Kongens Lyngby                                            |
| 14:00                   |               | Rapport |         | Stadion: Lyngby Stadion Dommer: Patrick Stenzel Rasmussen |

| 29. april 2019 6. runde | Lyngby BK (R) | 2 - 2 | AaB (R) | Kongens Lyngby                                             |
| 14:00                   |               |       |         | Stadion: Lyngby Stadion Dommer: Frida Mia Klarlund Nielsen |

| 20. maj 2019 5. runde | AaB (R) |  | Lyngby BK (R) | Aalborg              |
| 14:00                 |         |  |               | Stadion: AaB's Anlæg |